# Martin-Luther-Kirche (Gütersloh)

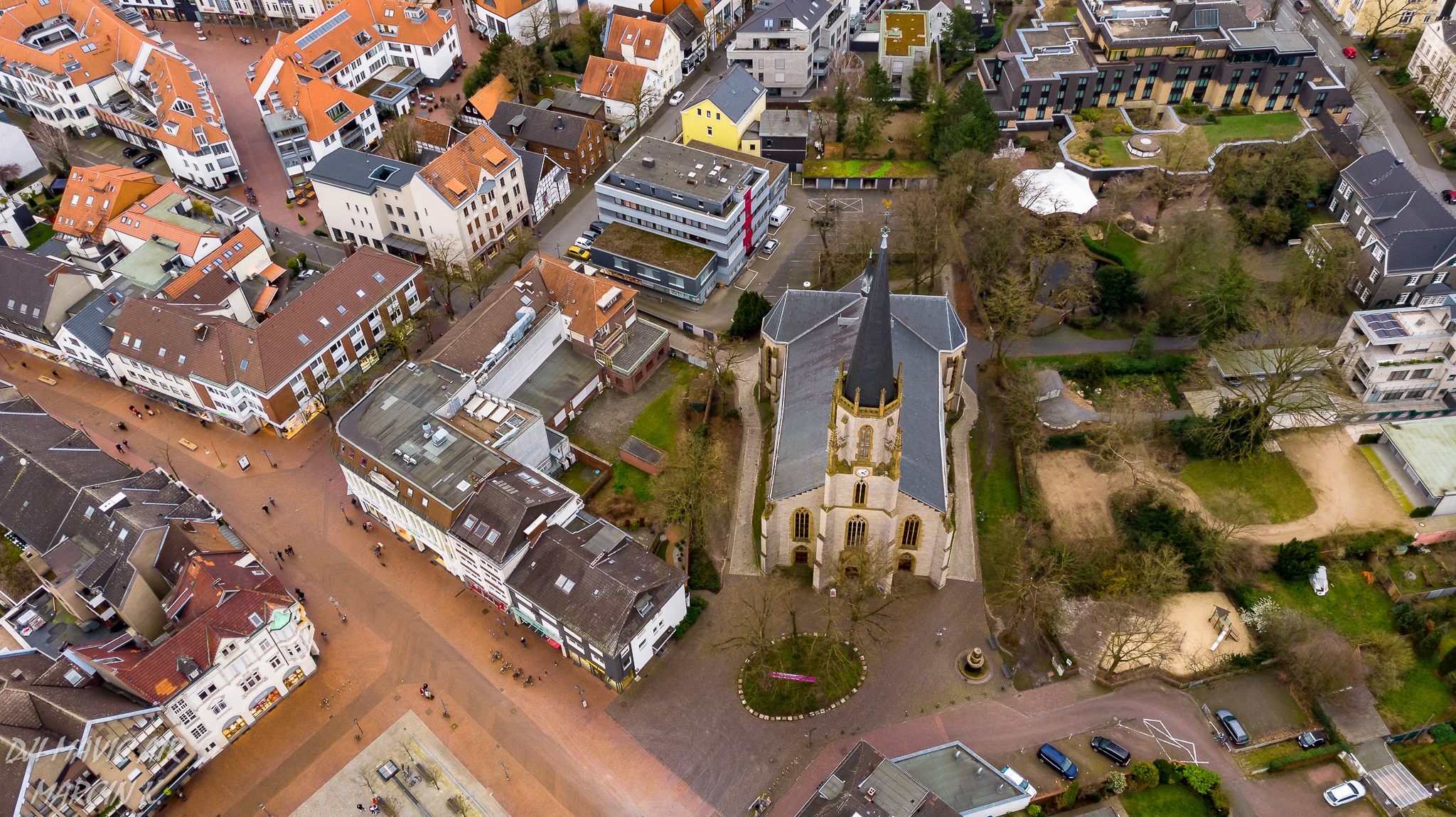
Vogelperspektive der Kirche

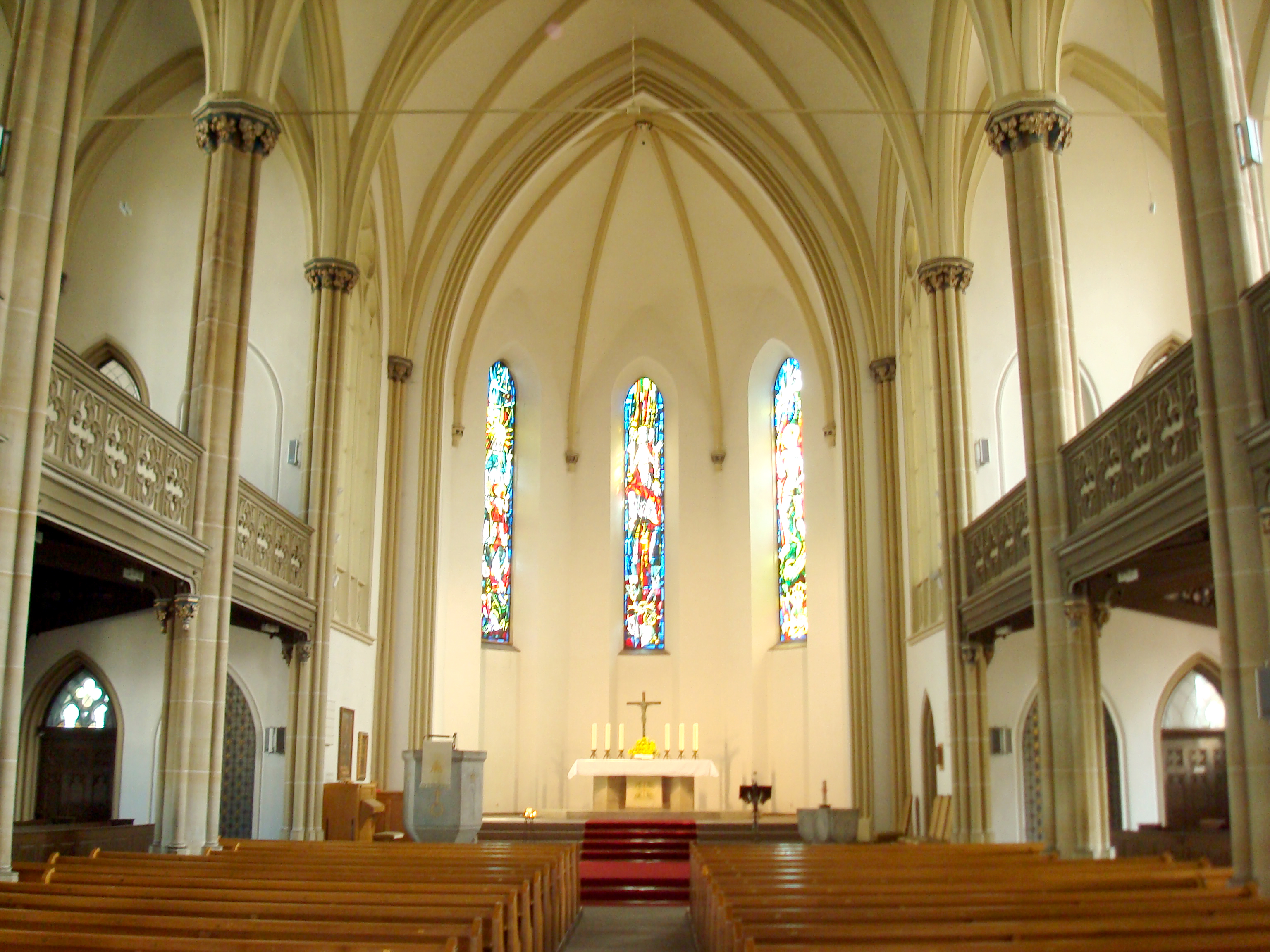
Innenraum

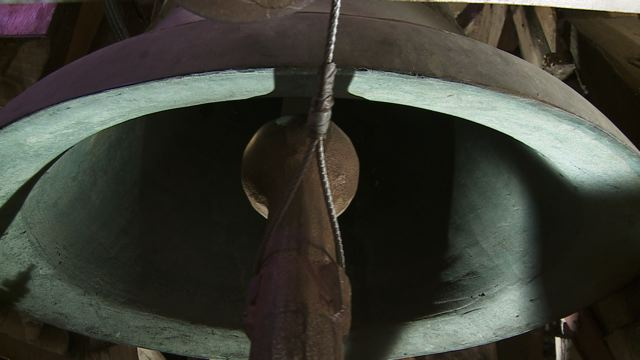
Kleine Glocke beim Nachtsanggeläut

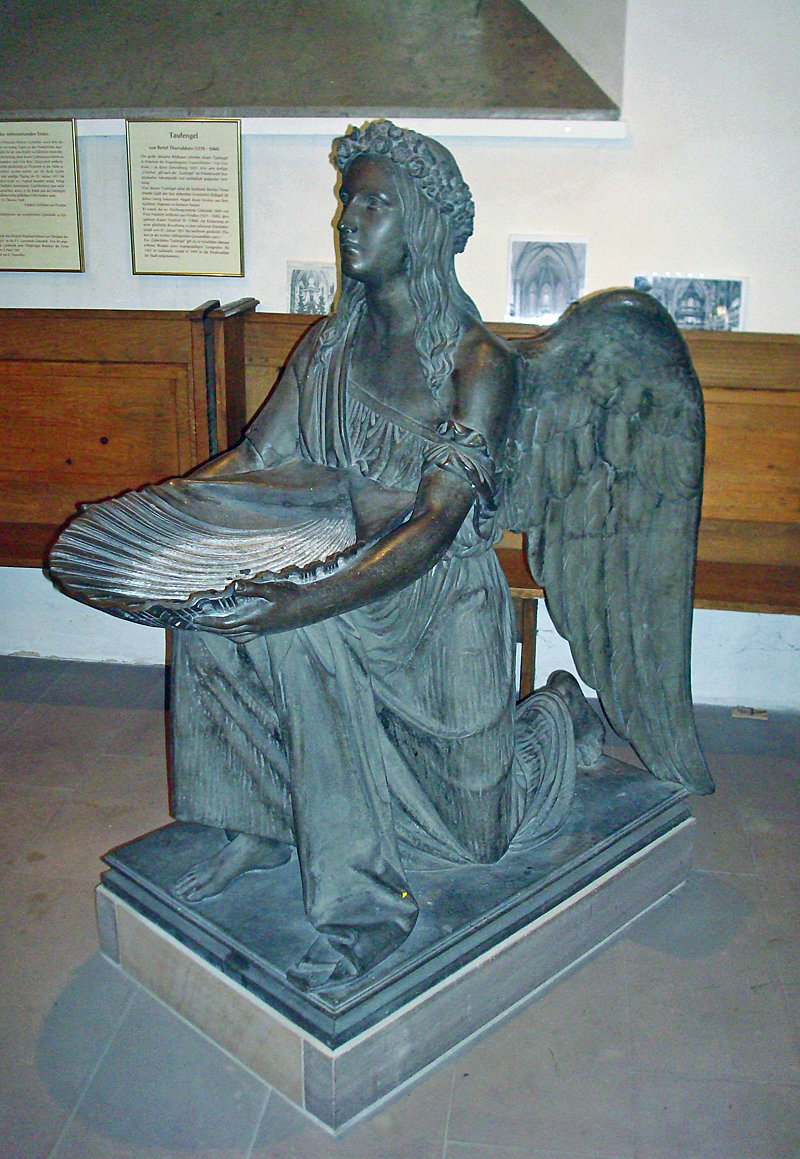
Der Gütersloher Taufengel

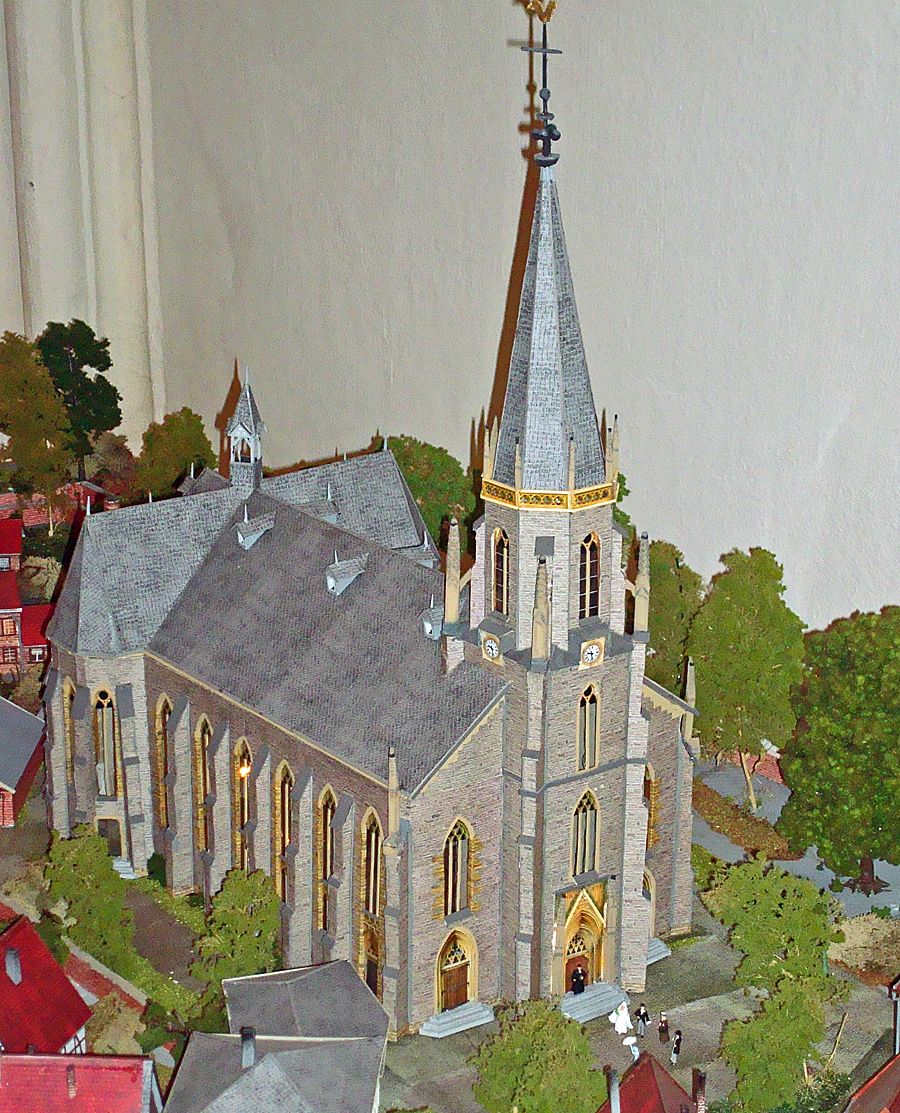
Teilansicht eines Dioramas in der Kirche

Die Martin-Luther-Kirche (vor 1911: Neue Kirche oder Neue evangelische Kirche, zwischen 1911 und 1933: Auferstehungskirche) ist eine evangelische Pfarrkirche im Zentrum der Stadt Gütersloh am Berliner Platz.

## Geschichte
Die Kirche entstand nach Plänen von Christian Heyden als neugotische Hallenkirche, war ursprünglich eine Predigtkirche und für möglichst viele Menschen gedacht. Sie ist zwar vom Rauminhalt etwas kleiner als die katholische St.-Pankratius-Kirche, aber mit über 1000 Sitzplätzen die sitzmäßig größte Kirche der Stadt. 1861 wurde sie fertiggestellt.
Die Kirche wurde 1984 unter Denkmalschutz gestellt. Neben dem eigentlichen Gebäude stehen auch Höhenmarke, Taufengel, Glocke, Altarbild und Wandbilder sowie Krippenfiguren aus der Kirche auf der Liste der Baudenkmäler in Gütersloh. Die Weihnachtskrippe (von ca. 1920) war im Dezember 2009 Denkmal des Monats in Westfalen-Lippe.
Kirche und Gemeinde gehören heute zum Kirchenkreis Gütersloh. Die Kirche ist Heimat des Nachtsanggeläuts und des Bachchores Gütersloh.

## Ausstattung

### Taufengel
Die Kirche verfügt als bedeutendstes Ausstattungsstück über einen Taufengel von Bertel Thorvaldsen. Es handelt sich um einen Zinkdruckguss aus der Werkstatt Moritz Geiß, Berlin. Der Taufengel wurde nach einem Vorbild aus Marmor gefertigt, das in der Frauenkirche in Kopenhagen steht, und war ein Geschenk des späteren Kaisers Friedrich III. als Dank für seine Bewahrung bei dem schweren Eisenbahnunfall von Avenwedde 1851.

### Fenster
Der Glasmaler Alexander Linnemann aus Frankfurt schuf vor 1900 drei Glasfenster für den Chor gemäß Werkverzeichnis von 1902. Max Ingrand gestaltete die heutigen Chorfenster.

### Orgel
Die Orgel der Martin-Luther-Kirche wurde 1951 und 1956 in zwei Abschnitten durch die Orgelbaufirma G. F. Steinmeyer & Co. (Oettingen) erbaut. Das Instrument hat 60 Register (Taschenladen) auf drei Manualen und Pedal. Die Spiel- und Registertrakturen sind elektropneumatisch.
1997/98 wurde das Instrument von der Firma Kreienbrink restauriert und erweitert. Kreienbrink fügte eine neue Setzeranlage und eine programmierbare Walze hinzu und erhöhte den Winddruck. Seit 2016 steht die Orgel unter Denkmalschutz. 2017 wird das Instrument durch die Firma Freiburger Orgelbau Hartwig und Tilmann Späth restauriert.
Die Orgel zählt 3.958 Pfeifen. Die größte misst 5,80 Meter und wiegt 150 Kilogramm. 
| I Hauptwerk C–g3 |              |        |
| 1.               | Pommer       | 16′    |
| 2.               | Prinzipal    | 8′     |
| 3.               | Rohrflöte    | 8′     |
| 4.               | Gemshorn     | 8′     |
| 5.               | Oktave       | 4′     |
| 6.               | Gedecktflöte | 4′     |
| 7.               | Oktave       | 2′     |
| 8.               | Blockflöte   | 2′     |
| 9.               | Quinte       | 5 1⁄3′ |
| 10.              | Quinte       | 2 ⁄3′  |
| 11.              | Terz         | 1 3⁄5′ |
| 12.              | Mixtur IV    | 1 ⁄3′  |
| 13.              | Zimbel III   | 1⁄2′   |
| 14.              | Trompete     | 16′    |
| 15.              | Trompete     | 8′     |
| 16.              | Trompete     | 4′     |

| II Positiv C–g3 |                |       |
| 17.             | Holzgedeckt    | 8′    |
| 18.             | Quintade       | 8′    |
| 19.             | Prinzipal      | 4′    |
| 20.             | Holzflöte      | 4′    |
| 21.             | Oktave         | 2′    |
| 22.             | Schwiegel      | 2′    |
| 23.             | Oktave         | 1′    |
| 24.             | Quinte         | 1 ⁄3′ |
| 25.             | Zimbel IV      | 1⁄3′  |
| 26.             | Dulzian        | 16′   |
| 27.             | Krummhorn      | 8′    |
| 28.             | Trompetenregal | 4′    |
|                 | Tremulant      |       |

| III Schwellwerk C–g3 |               |        |
| 29.                  | Rohrgedeckt   | 16′    |
| 30.                  | Holzprinzipal | 8′     |
| 31.                  | Gedeckt       | 8′     |
| 32.                  | Dulzflöte     | 8′     |
| 33.                  | Prinzipal     | 4′     |
| 34.                  | Koppelflöte   | 4′     |
| 35.                  | Oktave        | 2′     |
| 36.                  | Waldflöte     | 2′     |
| 37.                  | Sifflöte      | 1′     |
| 38.                  | Nassat        | 2 ⁄3′  |
| 39.                  | Terz          | 1 3⁄5′ |
| 40.                  | Scharff III–V | 1′     |
| 41.                  | Fagott        | 16′    |
| 42.                  | Schalmei      | 8′     |
| 43.                  | Vox coelestis | 8′     |
| 44.                  | Kopftrompete  | 4′     |
|                      | Tremulant     |        |

| Pedal C–f1 |                 |         |
| 45.        | Prinzipal       | 16′     |
| 46.        | Subbass         | 16′     |
| 47.        | Rohrgedeckt     | 16′     |
| 48.        | Quinte          | 10 2⁄3′ |
| 49.        | Oktave          | 8′      |
| 50.        | Gedeckt         | 8′      |
| 51.        | Oktave          | 4′      |
| 52.        | Nachthorn       | 4′      |
| 53.        | Rohrflöte       | 2′      |
| 54.        | Rauschpfeife IV | 2 ⁄3′   |
| 55.        | Mixtur V        | 2′      |
| 56.        | Posaune         | 16′     |
| 57.        | Fagott          | 16′     |
| 58.        | Trompete        | 8′      |
| 59.        | Trompete        | 4′      |
| 60.        | Cornett         | 2′      |

- Koppeln: II/I, III/I, III/II, I/P, II/P, III/P
- Spielhilfen: 4 freie Kombinationen. Tutti. Absteller. Crescendowalze, 256-fache elektronische Setzeranlage

## Offene Kirche
Im Rahmen eines neuen Konzeptes für die Gemeindearbeit erklärte die Evangelische Kirchengemeinde Gütersloh die Kirche 1999 zur Kirche für die Stadt. Die Martin-Luther-Kirche ist von Mittwoch bis Sonntag Offene Kirche und lädt Besucher zu Stille und Gebet ein. Regelmäßige Gottesdienste, Andachten und ein reichhaltiges kirchenmusikalisches Angebot finden sich im Programm ebenso wie Ausstellungen und spirituelle Kirchenführungen.
Seit 2004 ist in der Kirche eine zentrale Eintrittsstelle für Menschen eingerichtet, die in die Kirche eintreten wollen.